# آلساندرو پتاکی
آلساندرو پتاکی (زادهٔ ۳ ژانویهٔ ۱۹۷۴ در لا اسپتزیا، لیگوریا) رکابزن حرفه‌ای سابق ایتالیایی است که در رشتهٔ دوچرخه‌سواری جاده فعالیت می‌کرد. او متخصص مسابقات سرعتی بود و در ۴۸ مرحله از گرند تورها به پیروزی رسید. همچنین پیراهن امتیازی جیرو دیتالیای ۲۰۰۴، ووئلتا اسپانیای ۲۰۰۵ و تور دو فرانس ۲۰۱۰ را به دست آورد. او در سال ۲۰۰۵ برندهٔ میلان–سانرمو و در سال ۲۰۰۷ برندهٔ پاریس–تور شد. پتاکی در مجموع ۱۸ سال فعالیت حرفه‌ای خود ۱۸۳ پیروزی به دست آورد.
در سال ۲۰۰۷ پتاکی به دلیل دوپینگ از دوچرخه‌سواری محروم شد و عنوان‌هایش پس‌گرفته شد. مدتی بعد دادگاه اعلام کرد که پتاکی تقلب نکرده‌است؛ ولی در مصرف داروی مجاز برای درمان آسم دقت کافی نداشته‌است. او در ۲۳ آوریل ۲۰۱۳ بازنشستگی خود را اعلام کرد؛ ولی در اوت همان سال به مسابقات بازگشت.

## فعالیت حرفه‌ای

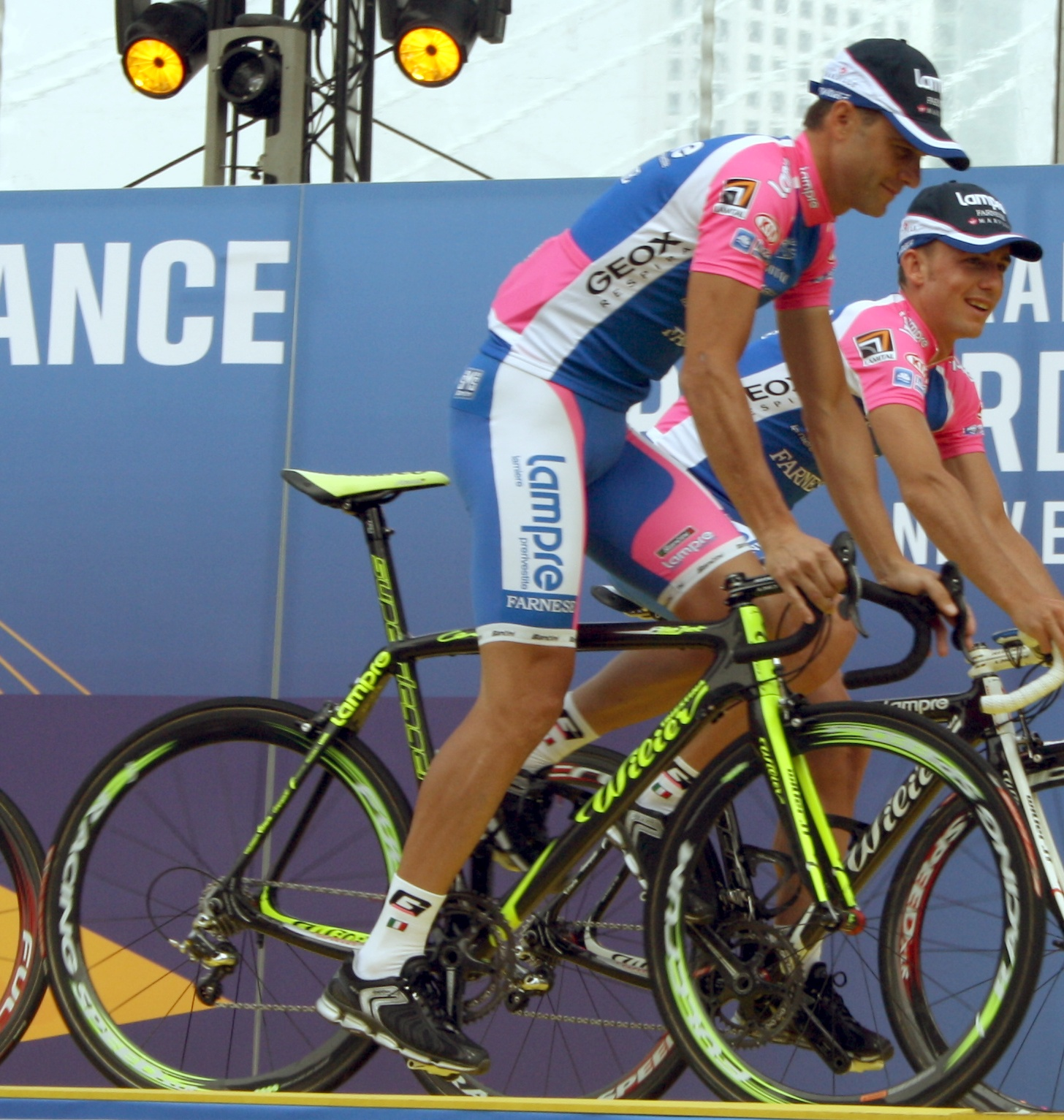
آلساندرو پتاکی در مسابقات دچرخه سواری 2010

پتاکی در سال ۱۹۹۶ حرفه‌ای شد و برای چند تیم مسابقه داد. در سال ۲۰۰۶ پس از انحلال تیم فاسا بورتولو همراه با اریک زابل به تیم میلرام پیوست. سرعت انفجاری پتاکی پیروزی‌هایی در هر سه گرند تور برای او به ارمغان آورد. در جیرو دیتالیای ۲۰۰۴ در ۹ مرحله پیروز شد و رکورد تازه‌ای به ثبت رساند. در همان مسابقه، عنوان نخست رده‌بندی امتیازی نیز به او رسید. نخستین پیروزی پتاکی در کلاسیک‌ها در سال ۲۰۰۵ در مسابقهٔ میلان–سانرمو به دست آمد. او توانست در خط پایان گروهی، بهتر از دانیلو هوندو، تور هوشاود، استوارت اوگریدی و اسکار فریره عمل کند.
پتاکی در مرحلهٔ سوم جیرو دیتالیای ۲۰۰۶ به دلیل تصادف کناره‌گیری کرد. او مرحله را با کشکک شکسته به پایان رساند. پتاکی در ۵ مرحلهٔ جیروی ۲۰۰۷ برنده شد و تعداد پیروزی‌های خود در پروتور را به ۲۱ رساند. در آن سال او توانسته‌بود برندهٔ مسابقهٔ کلاسیک پاریس–تور شود. پتاکی با حمایت اریک زابل از رقیبان خود پیشی گرفت و قهرمانی را به دست آورد.
پتاکی در دو مرحلهٔ تور دو فرانس ۲۰۱۰ به پیروزی رسید و پیراهن امتیازی آن مسابقه را به دست آورد. به این ترتیب پتاکی توانست برندهٔ رده‌بندی امتیازی هر سه گرند تور شود.

## اتهام دوپینگ
پس از مثبت شدن نتیجهٔ آزمایش نمونهٔ پتاکی برای سالبوتامول که داروی آسم است، او در وضعیت غیرفعال قرار گرفت و تور دو فرانس ۲۰۰۷ را از دست داد. فدراسیون دوچرخه‌سواری ایتالیا مصرف بیش از اندازهٔ سالبوتامول را خطای انسانی توصیف کرد و پتاکی را تبرئه کرد.
در ۶ مهٔ ۲۰۰۸ دادگاه حکمیت ورزش پتاکی را تا پایان اوت تعلیق کرد. نتایج پتاکی از ۳۱ اکتبر ۲۰۰۷ به بعد، از جمله ۵ پیروزی مرحله‌ای او در جیرو دیتالیا، حذف شد. دادگاه اعلام کرد که پتاکی به دنبال تقلب نبوده‌است و به نظر می‌رسد که سهواً داروی بیش از حد مصرف کرده‌است. پرونده بحث‌برانگیز بود؛ زیرا پتاکی را از حضور در تور دو فرانس محروم کرد و دادگاه علی‌رغم علم به دوپینگ نکردن پتاکی، او را تعلیق کرد. پتاکی همچنان اعتقاد داشت هیچ اشتباهی نکرده‌است.
این محرومیت منجر به اخراج پتاکی از تیم میلرام در ۱۶ مهٔ ۲۰۰۸ شد. او پس از پایان محرومیت خود به تیم ال‌پی‌آر بریکس–بالان پیوست.

## ال‌پی‌آر بریکس و پس از آن
پس از چند پیروزی کوچک در سال ۲۰۰۸ پتاکی سال ۲۰۰۹ را پرقدرت آغاز کرد و فاتح مسابقهٔ نیمه‌کلاسیک جایزه بزرگ شلده شد.
پتاکی برای حضور در جیرو دیتالیای ۲۰۰۹ انتخاب شد و مرحلهٔ دوم و سوم را با پیروزی پشت سر گذاشت تا در پایان مرحلهٔ سوم پیراهن صورتی را به تن کند.
پتاکی برای فصل ۲۰۱۰ به تیم لامپره–فارنسه وینی پیوست. او پس از پاریس–روبهٔ ۲۰۱۳ بازنشستگی خود را به دلیل نداشتن انگیزه برای رقابت اعلام کرد. البته پس از مدتی تمایل خود به عضویت در تیم امگا فارما–کوییک استپ و حمایت از مارک کاوندیش را اعلام کرد. اتحادیه جهانی، قرارداد را به دلیل منع انتقال رکابزنان در میانهٔ فصل، مسدود کرد. در ژوئیه ۲۰۱۳ پاتریک لفور اعلام کرد پتاکی از آغاز اوت به امگا فارما–کوییک استپ می‌پیوندد. او نخستین پیروزی خود در تیم تازه را در ۱۲ آوریل ۲۰۱۴ در جایزه بزرگ پینو سرامی به دست آورد. در ژانویهٔ ۲۰۱۵ به تیم ساوت‌ایست پرو سایکلینگ پیوست و در جیرو شرکت کرد. او وادار شد به دلیل ابتلا به ویروس در مرحلهٔ ماقبل آخر از جیرو کناره‌گیری کند و بازنشستگی خود را در ژوئن ۲۰۱۵ اعلام کرد.

## نتایج در گرند تورها
| گرند تور       | ۲۰۰۰   | ۲۰۰۱ | ۲۰۰۲ | ۲۰۰۳   | ۲۰۰۴   | ۲۰۰۵ | ۲۰۰۶   | ۲۰۰۷ | ۲۰۰۸ | ۲۰۰۹ | ۲۰۱۰   | ۲۰۱۱   | ۲۰۱۲   | ۲۰۱۳ | ۲۰۱۴   | ۲۰۱۵   |
| -------------- | ------ | ---- | ---- | ------ | ------ | ---- | ------ | ---- | ---- | ---- | ------ | ------ | ------ | ---- | ------ | ------ |
| جیرو دیتالیا   | ۹۲     | —    | ۹۴   | ناتمام | ۹۷     | ۱۰۰  | ناتمام | ۱۰۴  | —    | ۱۲۱  | ناتمام | ناتمام | —      | —    | ناتمام | ناتمام |
| تور دو فرانس   | —      | ۹۷   | —    | ناتمام | ناتمام | —    | —      | —    | —    | —    | ۱۵۰    | ۱۰۷    | ناتمام | —    | ۱۴۸    | —      |
| ووئلتا اسپانیا | ناتمام | —    | ۹۴   | ۱۲۰    | ناتمام | ۸۸   | ناتمام | ۱۲۷  | —    | —    | ناتمام | ۱۰۰    | —      | —    | —      | —      |